# Chadli Bendjedid
Chadli Bendjedid (født 14. april 1929 i Bouteldja nær Annaba, død 6. oktober 2012 i Algier) var en algiersk officer og politiker, der var Algeriets præsident fra 9. februar 1979 til 11. januar 1992.

## Biografi
Han var soldat i Frankrigs hær og var udstationeret i Indokina, da der udbrød oprør i 1954, men i hjemlandet sluttede han til FNL ved begyndelsen af Algeriets uafhængighedskrig. Han fik støtte fra Houari Boumedienne og blev udnævnt til militærkommandant i Oran i 1964. Efter Algeriets uafhængighed blev leder for andre militære region i 1964 og forfremmet til oberst i 1969. Han var forsvarsminister fra november 1978 til februar 1979 og blev præsident efter Boumedienes død.